# Суперкубок Саудівської Аравії з футболу 2024
Суперкубок Саудівської Аравії з футболу 2024 — 11-й розіграш турніру. Матчі відбулися з 13 по 17 серпня 2024 року між чотирма найсильнішими командами Саудівської Аравії сезону 2023—24. Титул переможця змагання вдруге поспіль виборов Аль-Гіляль, котрий з рахунком 4:1 переміг у фіналі Ан-Наср.
| Володар Суперкубка Саудівської Аравії 2024 |
| ------------------------------------------ |
|                                            |
| Аль-Гіляль П'ятий титул                    |

## Формат
У турнірі взяли чотири найуспішніші команди сезону 2023-24 у Саудівській Аравії.
- Чемпіон Саудівської Аравії та володар Королівського кубка Саудівської Аравії — «Аль-Гіляль»
- Віце-чемпіон Саудівської Аравії та фіналіст Королівського кубка Саудівської Аравії — «Ан-Наср»
- Бронзовий призер Чемпіонату Саудівської Аравії — «Аль-Аглі»
- 4 місце Чемпіонату Саудівської Аравії — «Ат-Таавун»

## Півфінали
| 13 серпня 2024 19:15 (EEST) |

| Аль-Гіляль                                           | 1:1      | Аль-Аглі                    |
| ---------------------------------------------------- | -------- | --------------------------- |
| Митрович 90+1'                                       | Протокол | Фірміно 66'                 |
|                                                      | Пенальті |                             |
| - Невіш - С.Ад-Давсарі - Митрович - Милинкович-Савич | 4:1      | - Фірміно - Вейга - Ібаньєс |

| Прінс Султан бін Абдулазіз Стедіум, Абга Глядачів: 12 200 Арбітр: Клеман Тюрпен |

| 14 серпня 2024 19:15 (EEST) |

| Ат-Таавун | 0:2      | Ан-Наср             |
| --------- | -------- | ------------------- |
|           | Протокол | Ях'я 8' Роналду 57' |

| Прінс Султан бін Абдулазіз Стедіум, Абга Глядачів: 7 213 Арбітр: Давіде Масса |

## Фінал
| 17 серпня 2024 19:15 (EEST) |

| Ан-Наср     | 1:4      | Аль-Гіляль                                        |
| ----------- | -------- | ------------------------------------------------- |
| Роналду 44' | Протокол | Милинкович-Савич 55' Митрович 63', 69' Малком 72' |

| Прінс Султан бін Абдулазіз Стедіум, Абга Глядачів: 14 357 Арбітр: Артур Соареш Діаш |

|  |  |

|                  |    |                           |     |     |
|                  |    |                           |     |     |
| В                | 24 | Бенто                     |     |     |
| З                | 13 | Алекс Теллес              |     |     |
| З                | 27 | Емерік Лапорт             |     |     |
| З                | 78 | Алі-Ладжамі               |     |     |
| З                | 2  | Султан Аль-Ганам          | 87' |     |
| ПЗ               | 17 | Абдулла Аль-Хайбарі       |     | 75' |
| ПЗ               | 25 | Отавіо                    | 34' |     |
| ПЗ               | 10 | Садіо Мане                |     |     |
| ПЗ               | 94 | Таліска                   |     | 75' |
| ПЗ               | 23 | Айман Ях'я                |     | 26' |
| Н                | 7  | Кріштіану Роналду (к)     |     |     |
| Запасні:         |    |                           |     |     |
| В                | 36 | Рагед Аль-Наджар          |     |     |
| З                | 4  | Мохаммед Аль-Фатіль       |     |     |
| З                | 12 | Наваф Бушал               |     |     |
| ПЗ               | 6  | Мухтар Алі                |     | 75' |
| ПЗ               | 8  | Абдулмаджеж Аль-Сулайхеем |     |     |
| ПЗ               | 14 | Самі Аль-Наджеї           |     | 75' |
| ПЗ               | 29 | Абдулрахман Гаріб         |     | 26' |
| Н                | 16 | Мохаммед Маран            |     |     |
| Н                | 30 | Мешарі Аль-Немер          |     |     |
| Головний тренер: |    |                           |     |     |
| Луїш Каштру      |    |                           |     |     |

|                  |    |                         |     |       |
|                  |    |                         |     |       |
| В                | 27 | Яссін Буну              |     |       |
| З                | 6  | Ренан Лоді              |     | 80'   |
| З                | 3  | Каліду Кулібалі         |     |       |
| З                | 87 | Хассан Тамбакті         | 12' |       |
| З                | 66 | Сауд Абдулхамід         |     |       |
| ПЗ               | 8  | Рубен Невіш             |     |       |
| ПЗ               | 22 | Сергей Милинкович-Савич |     |       |
| ПЗ               | 29 | Салім Ад-Давсарі (к)    | 77' | 90+4' |
| ПЗ               | 77 | Малком                  | 28' | 79'   |
| ПЗ               | 96 | Майкл                   |     | 90+3' |
| Н                | 9  | Александар Митрович     |     |       |
| Запасні:         |    |                         |     |       |
| В                | 21 | Мохаммед Аль-Овейс      |     |       |
| З                | 4  | Халіфа Ад-Давсарі       |     |       |
| З                | 12 | Яссір Аш-Шаграні        |     | 80'   |
| З                | 16 | Нассер Ад-Давсарі       |     | 90+4' |
| З                | 88 | Хамад Аль-Ямі           |     |       |
| ПЗ               | 15 | Мохаммед Аль-Кахтані    |     | 90+3' |
| ПЗ               | 18 | Мусаб Аль-Джувайр       |     |       |
| ПЗ               | 28 | Мохамед Канно           |     | 79'   |
| Н                | 99 | Абдулла Аль-Хамдан      |     |       |
| Головний тренер: |    |                         |     |       |
| Жорже Жезуш      |    |                         |     |       |